# Монастирецький Володимир
Монастирецький Володимир (англ. Walter Monastyretsky) — український художник. Член Спілки художників України, Спілки художників Польщі, Асоціації художників-живописців Америки.

## З творчої біографії
Вищу мистецьку освіту здобув у 1972—1978 роках в Київському державному художньому інституті (нині Національна академія образотворчого мистецтва і архітектури). Мав персональні виставки в Україні, Польщі, Німеччині, Франції, багатьох містах Америки. Картини художника знаходяться у колекція цінителів мистецтва в Україні, Росії, Польщі, Словаччині, Норвегії, Швеції, Німеччині, Голландії, Франції, Канаді, Бразилії, Австралії та інших країнах.